# Артур Теддер
Артур Вільям Теддер (англ. Arthur William Tedder, 1st Baron Tedder; 11 липня 1890, Гленгуїн, Шотландія — 3 червня 1967, Суррей, Англія) — британський воєначальник, барон, маршал Королівських повітряних сил (1945), лицар Великого хреста ордену Лазні. За часів Першої світової війни пілот та командир ескадрильї Королівського льотного корпусу британської армії на Західному фронті. У міжвоєнний період проходив службу на різних посадах Королівських ПС у Туреччині, Єгипті, на Далекому Сході та в метрополії. На початок Другої світової війни генеральний директор департаменту розробок міністерства авіації Британії. Командував різними командуваннями Повітряних сил на Близькому Сході, в Північній Африці та на Середземномор'ї. З 1944 року — заступник Верховного головнокомандувача союзними експедиційними військами генерала Д. Ейзенхауера — головнокомандувач усіма союзними повітряними силами в Європі. Безпосередньо брав участь у плануванні військових операцій із застосуванням авіації на цих театрах війни під час висадки морських десантів: на Сицилію, в Італії, в Нормандії. Після війни начальник штабу Королівських ПС, докладав багато зусиль до збереження професійних кадрів військових льотчиків, вдвічі збільшив Винищувальне командування, один з засновників Берлінського повітряного мосту в кризовий період 1948 року. Після війни на різних посадах у бізнесі та навчальних закладах Англії.

## Біографія
Артур Вільям Теддер народився 11 липня 1890 року в Гленгуїні в гірській місцевості Кемпсі-Феллз в Шотландії в родині сера Артура Джона Теддера та Емілі Шарлотти Теддер (Брайсон). Батько майбутнього маршала служив у Королівській митниці й часто переїжджав по Британських островах. 1902 року сім'я А.Теддера оселилася в Кройдоні в Сурреї, де юнак пішов у школу. 1909 він вступив до Кембриджського університету, де в коледжі Магдалини до 1913 року навчався на факультеті історії. Літо 1912 року А. Теддер присвятив вивченню німецької мови в Берліні.
Військова кар'єра
- 2 вересня 1913 — другий лейтенант
- 14 жовтня 1914 — лейтенант
- 21 березня 1916 — капітан
- 1 січня 1917 — майор

---
- 1 квітня 1918 — майор
- 24 червня 1918 — підполковник
- 1 серпня 1919 — сквадрон-лідер
- 1 січня 1924 — вінг-командер
- 1 січня 1931 — груп-кептен
- 1 липня 1937 — комодор повітряних сил
- 1 липня 1934 — віце-маршал повітряних сил
- 1 червня 1941 — маршал повітряних сил
- 1 липня 1942 — головний маршал повітряних сил
- 12 вересня 1945 — Маршал Королівських повітряних сил

2 вересня 1913 року А. Теддер був зарахований до резерву другим лейтенантом Дорсетширського полку. У лютому 1914 року він відбув до Фіджі, де служив у лавах Колоніальної адміністрації. Однак, з початком війни в Європі він повернувся до Англії та приєднався до регулярних військ Імперії.

### Перша світова війна
14 жовтня 1914 року А. Теддер був підвищений у лейтенанти, а в грудні 1914 року він прибув з Океанії додому. Спочатку його приписали до резервної частини у Вайк-ріджес у Дорсетширі, що виконувала функції берегової оборони англійського узбережжя, де в лютому 1915 року він отримав серйозне поранення в коліно. Через зазнану травму його комісували від подальшої служби в піхотних частинах, і він почав шукати можливості перевестися до Королівського льотного корпусу. У січні 1916 року А. Теддер врешті-решт був прийнятий до авіаційного об'єднання британської армії й поступив на навчання до школи аеронавтики № 1 в Редінгу.
21 березня 1916 року його підвищили в капітани, а у квітні А. Теддер вступив до центральної авіаційної школи, де навчився літати. З червня 1916 року він служив на Західному фронті у 25-й ескадрильї Королівських Повітряних сил пілотом біплану Bristol Scout. 9 серпня 1916 року він став командиром ланки. 1 січня 1917 року його підвищили в майори та призначили командиром 70-ої авіаційної ескадрильї. А. Теддер перебував на Західному фронті на чолі своєї ескадрильї, яка незабаром була переозброєна на Sopwith 1½ Strutter. 26 травня 1917 року британського офіцера відзначили італійською Срібною медаллю «За військову доблесть».
25 червня 1917 року А. Теддер став командиром 67-ї ескадрильї за базуванням на аеродромі Шоубері в Шропширі. Наступного року його призначили начальником школи навігації та бомбометання в Єгипті. А 24 червня 1918 року він став командиром 38-го авіаційного крила, що діяло в Синайсько-Палестинській кампанії на Близькому Сході.

### Міжвоєнний час

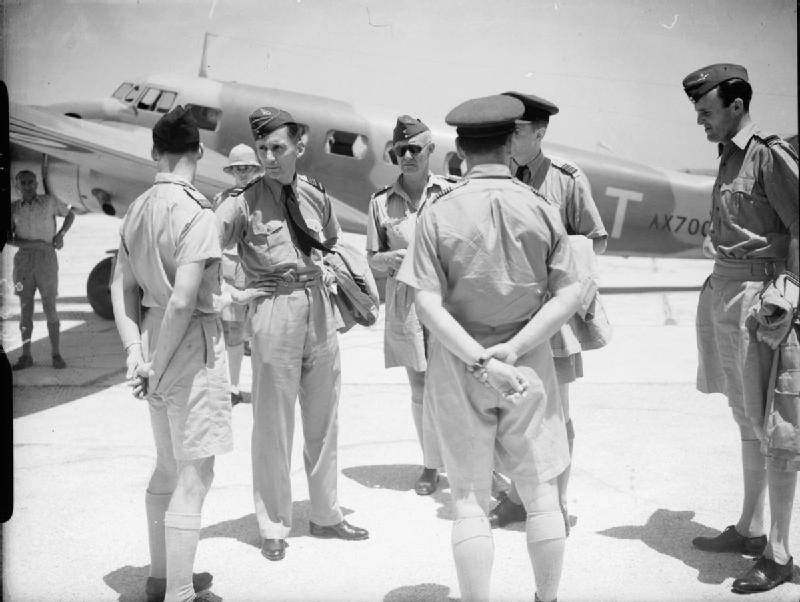
Маршал Артур Теддер з офіцерами британських повітряних сил. Північно-Африканська кампанія. Лод. Палестина

З травня 1919 року майор А. Теддер командував на авіабазі Бірчем Ньютон 274-ю ескадрильєю, озброєної важкими бомбардувальниками Handley Page V/1500, найбільшими британськими бомбардувальниками на той час. 1 серпня 1919 року офіцера перевели до Королівських повітряних сил, а згодом він очолив 207-му ескадрилью на Airco DH.9A. У 1922—1923 роках командував авіаційною ескадрильєю, що діяла під час Чанацької кризи у війні за незалежність в Туреччині.
З кінця 1923 до весни 1924 року А. Теддер навчався у Королівському військово-морському коледжі в Гринвічі.
1 січня 1924 року Артуру Теддеру присвоїли звання вінг-командер, а у вересні він став командиром авіаційної бази в Дігбі та комендантом навчальної авіаційної школи № 2. У січні 1927 року він переведений для подальшого проходження служби до Департаменту навчання та тренувань міністерства авіації Британії. 1928 року пройшов курс навчання в Імперському коледжі оборони, з січня 1929 року — помічник коменданта штабного коледжу Королівських Повітряних сил. 1 січня 1931 року підвищений у званні до груп-кептена. З 4 квітня 1934 року А. Теддер директор Департаменту навчання та тренувань у міністерстві. 1 липня 1934 року став комодором повітряних сил.
У листопаді 1936 року А. Теддер призначений командувачем Далекосхідного командування ПС, під його владою виявилась уся Королівська військова авіація від Бірми до Гонконга й Борнео. 1 лютого 1937 року відзначений кавалером ордену Лазні, а 1 липня 1937 року підвищений у віце-маршали повітряних сил. У липні 1938 року він повернувся до Британії, де отримав призначення на посаду генерального директору департаменту розробок міністерства авіації.

### Друга світова війна
У вересні 1939 року після вступу Великої Британії у війну, А. Теддер продовжував роботу в департаменті, доки у 1940 році цей підрозділ не передали до складу знов створеного міністерства авіаційної промисловості. Проте, на новому місці, віце-маршал не зміг налагодити робочі стосунки з міністром, лордом Вільямом Бівербруком та прем'єр-міністром Вінстоном Черчиллем, тому 29 листопада 1940 року отримав призначення на посаду заступника командувача Близькосхідного командування ПС та присвоєнням тимчасового звання маршал повітряних сил.
1 червня 1941 року маршал повітряних сил А. Теддер очолив це командування Королівських Повітряних сил, на нього покладалися важливі завдання щодо керівництва британською авіацією на півночі Африки та в акваторії Середземного моря, він особисто керував діями при евакуації союзників з Криту та в ході операції «Крусейдер». Маршал наполегливо працював над нарощуванням бойового потенціалу повітряної компоненти британських військ на цьому театрі війни, з огляду на природні властивості Західної пустелі й, що більш важливо, особисто займався розробкою нової ефективнішої оперативної та управлінської системи керівництва цим видом збройних сил, що перетворило британську авіацію на надзвичайно ефективну силу, яка у жовтні 1942 року грала ключову роль в перемозі союзників у вирішальній битві за Ель-Аламейн. Одна з його тактичних методик з щільного бомбардування ворожих позицій навіть отримала назву на його ім'я — «килим Теддера» (англ. «Tedder Carpet»). 27 листопада 1942 року його нагородили Великим хрестом ордену Лазні на знак його бойових заслуг на Близькому Сході.
З лютого 1943 року А. Теддер прийняв командування повітряними силами союзників у Верховному командуванні Союзних експедиційних сил, що билися на півночі Африки. Британський воєначальник взяв безпосередню роль у плануванні повітряного прикриття висадки морського десанту на Сицилію, а у вересні 1943 року на континентальну Італію. У грудні повітряне командування перейменували на Союзне Середземноморське командування Повітряних сил, де до 1944 року А. Теддер був командувачем.

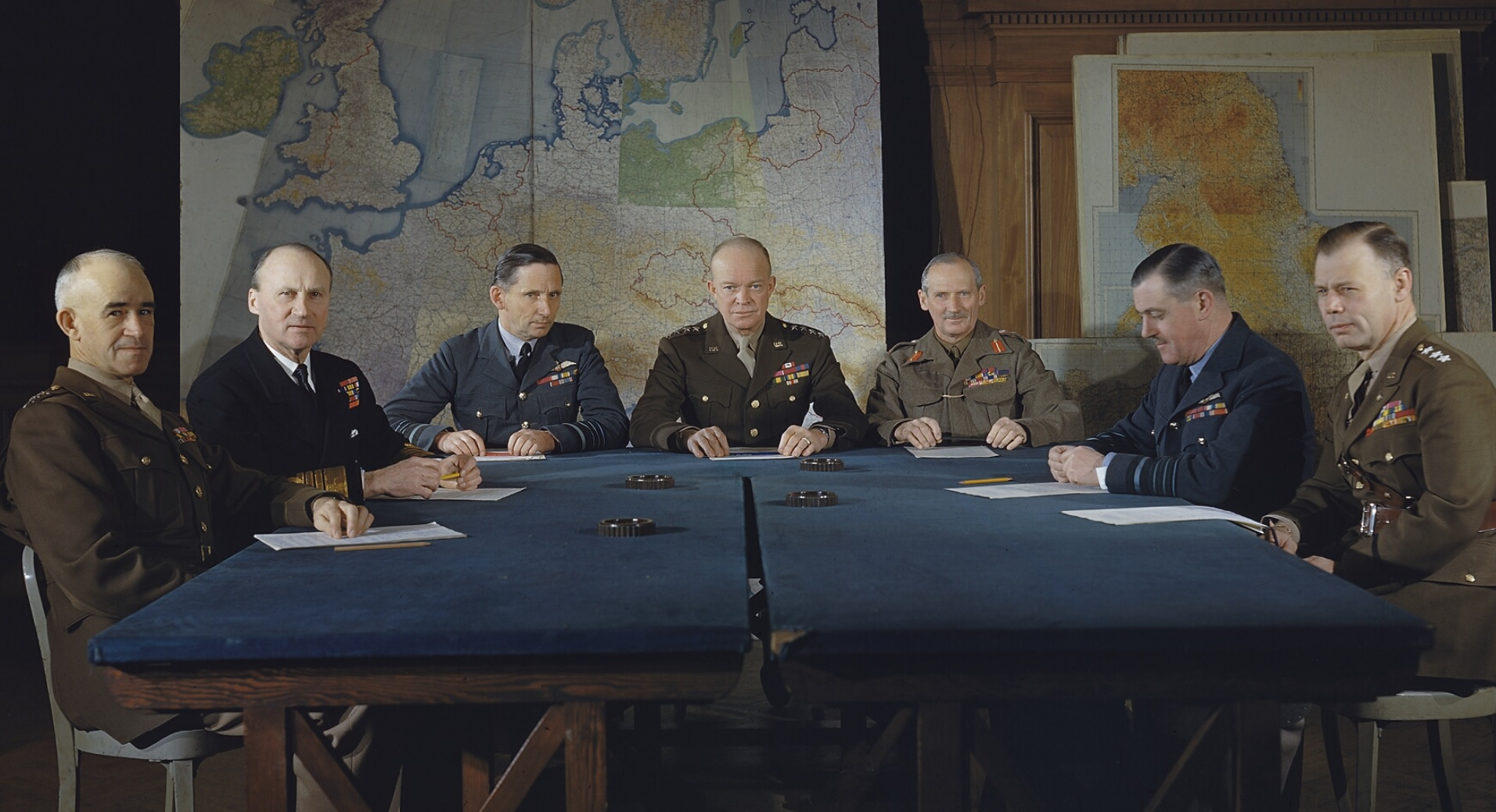
Засідання Верховного головнокомандування союзними експедиційними військами в Європі. Присутні (зліва направо): генерал-лейтенант Омар Бредлі, командувач 12-ї групи армій, адмірал сер Б. Рамсей, головнокомандувач союзним експедиційним флотом, маршал Королівських повітряних сил сер Артур Теддер, заступник Верховного головнокомандувача, Генерал армії Дуайт Ейзенхауер, Верховний головнокомандувач Союзних експедиційних сил; фельдмаршал Б. Монтгомері, командувач 21-ї групи армій; головний маршал повітряних сил Т. Лі-Меллорі, командувач ПС; генерал-лейтенант Вальтер Беделл Сміт, начальник штабу Союзних експедиційних сил. 1 лютого 1944

Коли союзники впритул розпочали планувати стратегічну десантну операцію з висадки в Нормандії, генерал Д. Ейзенхауер був призначений головнокомандувачем усіх союзних військ, що мали вторгнутися у Францію. У січні 1944 року більшість його штабу передислокувалася до Англії, у тому числі маршал ПС А. Теддер, щойно призначений заступником головнокомандувача та взяв актину участь у розробці плану операції «Оверлорд». Незабаром у нього склалися непрості стосунки з іншим британським воєначальником Б. Монтгомері, чия поведінка та стиль керування військами викликали антипатію з боку А. Теддера. Надалі він брав участь у плануванні та проведенні багатьох операцій у Західній Європі до повної та безумовної капітуляції нацистської Німеччини у травні 1945 року, яке маршал А. Теддер підписав особисто від особи головнокомандувача генерала Д. Ейзенхауера.

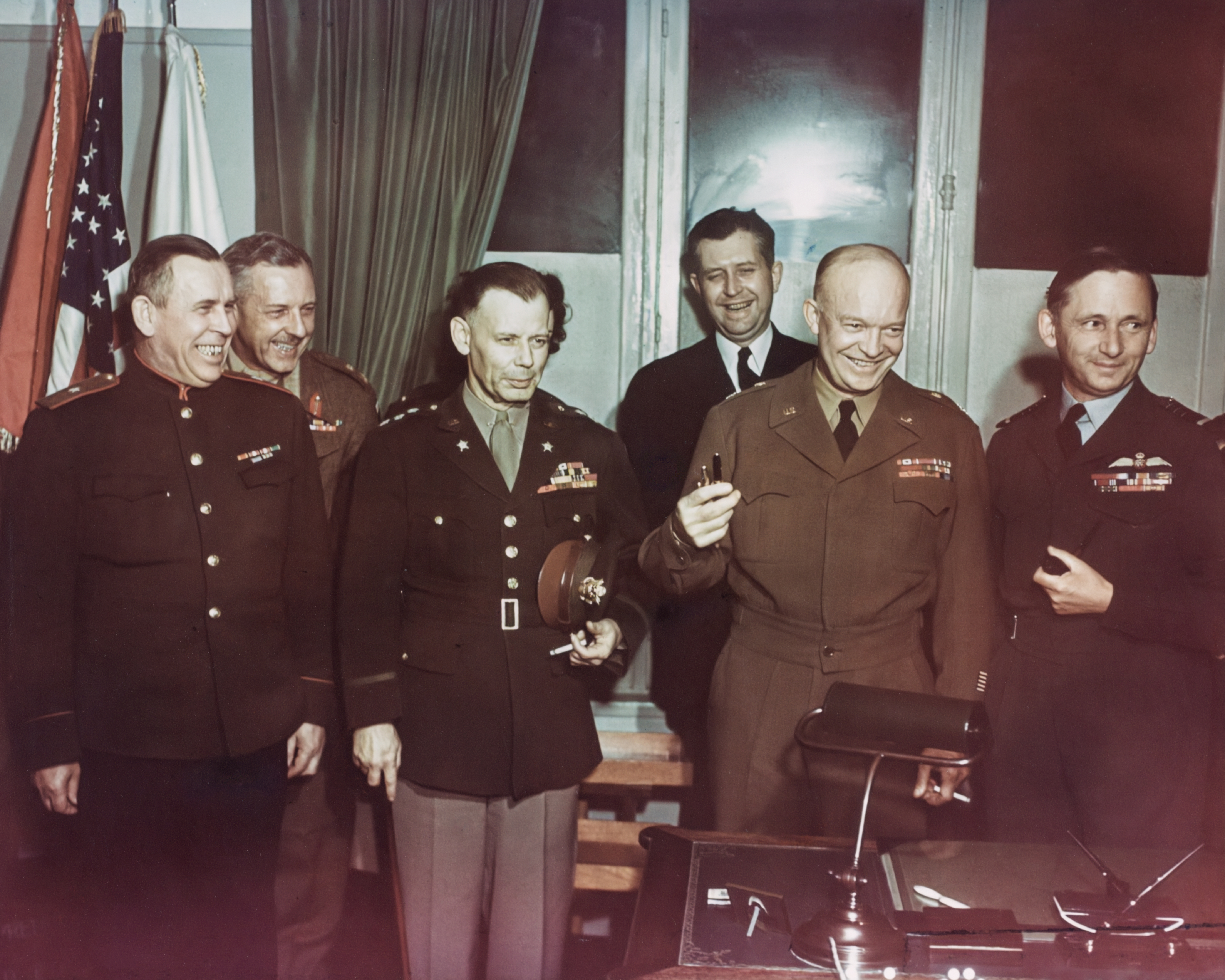
Представники вищого керівного складу союзників у штабі SHAEF у Реймсі після проголошення акту про капітуляцію Німеччини. Присутні (зліва направо): генерал-майор Іван Суслопаров (СРСР), генерал-лейтенант Фредерік Морган (Велика Британія), генерал-лейтенант Вальтер Беделл Сміт (США), капітан Кей Саммерсбі (позаду), капітан Гаррі Батчер, Генерал армії Дуайт Ейзенхауер (США), маршал Королівських повітряних сил Артур Теддер (Велика Британія). 7 травня 1945

12 вересня 1945 року Артуру Теддеру присвоєне найвище військове звання авіації Великої Британії — маршал Королівських повітряних сил.

### Післявоєнний час
1 січня 1946 року маршал А. Теддер прийняв у Ч. Портала посаду начальника штабу Королівських повітряних сил. На цій посаді він доклав багато зусиль для збереження професійних кадрів військових льотчиків, які масово звільнялися з лав збройних сил Британії в післявоєнні часи. Крім цього, розуміючи важливість винищувальної авіації він вдвічі збільшив британське Винищувальне командування. У кризовий період 1948 року, коли радянські окупаційні війська блокували Західний Берлін, він став одним із засновників Берлінського повітряного мосту, який доставляв обложеному місту найнеобхідніше продовольство, паливо та майно.
8 лютого 1946 року йому присвоєний титул барона Теддера.
У січні 1950 року маршал Королівських повітряних сил А. Теддер пішов з посади начальника штабу авіації та очолив пост голови британської місії у Вашингтоні, яку займав до свого звільнення з лав збройних сил у відставку в 1951 році. Надалі він перебував на різних посадах у бізнес-структурах і навчальних закладах Англії.

## Твори
- Tedder, Arthur W. Air Power in War: The Lees Knowles Lecture, 1947. London: Hodder and Stoughton, 1948; reprint edition, Westport: Greenwood Press, 1975.
- Tedder, Arthur W. (1916). The Navy of the Restoration, from the death of Oliver Cromwell to the Treaty of Breda. Cambridge University Press.